# Arbeitsgemeinschaft Unabhängiger Betriebsangehöriger
Die Arbeitsgemeinschaft Unabhängiger Betriebsangehöriger (AUB) ist eine Organisation, in der sich seit 1974 Arbeitnehmer zusammengeschlossen haben, um an Betriebsratswahlen des Siemens-Konzerns teilzunehmen. Inzwischen hat sich die Vereinigung auf diverse weitere Branchen ausgedehnt. Sie galt lange als arbeitgeberfreundlicher als DGB-Gewerkschaften, lehnte bis 2008 Flächentarifverträge ab und wurde in der Vergangenheit von einigen Unternehmen gefördert, um ein Gegengewicht zum Einfluss anderer Gewerkschaften zu schaffen. Die AUB betrachtet sich selbst als ideologiefrei und sieht die Unabhängigkeit von Betriebsratsmitgliedern aus den Reihen der DGB-Mitgliedsgewerkschaften durch „Koalitionszwänge“ ihrer Organisationen als eingeschränkt an. Die verschiedenen lokalen AUB-Gruppen unterliegen keinem Grundsatzprogramm oder anderen Weisungen ihrer Organisation und lassen sich daher heute nicht durch eine einheitliche oder vorherrschende betriebspolitische Ausrichtung charakterisieren.

## Geschichte
Mitte der 1970er Jahre begannen Siemens-Mitarbeiter in Erlangen unter der Führung ihres Spitzenkandidaten Dietrich Ummelmann und leitender Angestellter der Siemens AG, sich zur späteren Arbeitsgemeinschaft Unabhängiger Betriebsangehöriger zusammenzuschließen. Gegründet wurde sie im Jahr 1974 unter Anleitung des gelernten Journalisten und Siemens-Kommunikationsexperten Arno Werner und des damaligen Personalchefs und Standortleiters Koffka mit dem Namen „Aktionsgemeinschaft unabhängiger Betriebsräte“, um an den Betriebsratswahlen 1975 des Siemens-Stammsitzes in Erlangen teilnehmen zu können. Arno Werner arbeitete unter anderem als Pressechef bei Staatsminister Franz Heubl (CSU) sowie bei Rainer Barzel (CDU), bevor er 18 Jahre lang bei Siemens in Erlangen für Bildung, Information und Presse zuständig war. „Als Referent vieler AUB-Rhetorik-Seminare hat er bei den Teilnehmern zuerst für den – aus seiner Sicht nötigen – »Blutsturz« gesorgt, um dann die Einzelteile der Betroffenen wieder zusammenzusetzen. Viele hatten Horror vor dem Besuch solcher Seminare.“ Im Jahr 1989 wurde Dietrich Ummelmann Ehrenmitglied der AUB. Zweites Ehrenmitglied wurde Arno Werner im Jahr 2006.
Im Jahr 1982 schrieb der Soziologe Helmut Schelsky, im Gegensatz zur AEG sei bei Siemens in Erlangen die AUB die stärkste Arbeitnehmervertretung und es gebe Ansätze, dass dies auch in den Unternehmen BMW, Daimler-Benz und der KWU so kommen werde. Helmut Schelsky begrüßte diese Entwicklung: „Diskussionen, Vorschläge und Absichten zu einer Erneuerung des Gewerkschaftswesens in der Bundesrepublik werden von allen Seiten unterdrückt und liegengelassen. Meinem Urteil nach ist jetzt die „Stunde der Betriebs- und Unternehmensgewerkschaften“ gekommen… Als den einzigen ernsthaften Versuch, diese entscheidende Zukunftsaufgabe grundsätzlich anzupacken, kenne ich nur das – nie veröffentlichte – Diskussionspapier des Generalsekretärs der CSU, Edmund Stoiber…“ Im Jahr 1984 übernahm Helmut Schelskys Sohn Wilhelm Schelsky die Führung der AUB.
Wie ein Großteil ihrer Anhänger kamen die Gründungsmitglieder der AUB überwiegend aus den Reihen außer- bzw. übertariflicher Angestellter, schon damals mit dem Ziel, vor allem die Interessen hochqualifizierter Mitarbeiter im Einvernehmen mit dem Management zu vertreten. Die – aus Sicht der AUB ideologiefreie – Position der AUB war von Anfang an, die aus ihrer Sicht ideologisch „verblendete“ und „ferngesteuerte“ IG Metall zu bekämpfen. Die AUB hatte das erklärte Ziel, die Harmonie mit dem Arbeitgeber anzustreben.

### Ära Schelsky 1984 bis 2007
Wilhelm Schelsky war über 20 Jahre Vorsitzender der AUB und wurde siebenmal wiedergewählt.
Dietrich Ummelmann wurde 1978 Betriebsratsvorsitzender bei Siemens Erlangen und zog zudem in den Aufsichtsrat ein. 1984 wurde er Leitender Angestellter und musste seinen Sitz im Betriebsrat räumen.
Wilhelm Schelsky wurde Nachfolger Ummelmanns. In einem „Memorandum“ aus dem Jahr 1995 hielt Schelsky fest, dass er 1988, vier Jahre nach Übernahme des AUB-Vorsitzes, mit zwei Siemens-Vorstandsmitgliedern besprochen habe, wie man die „Mitbestimmungsverhältnisse auf den Ebenen Betriebsrat und Aufsichtsrat nachhaltig“ verändern könne. Von 1984 bis zu seinem Rücktritt im Jahr 2007 wurde Schelsky von Mitgliederversammlungen der AUB siebenmal mit über 90 % liegenden Mehrheiten in seinem Amt als AUB-Vorsitzender bestätigt.
Schelsky führte die „Unabhängigen“ über 20 Jahre lang an und schmetterte Vorwürfe, die AUB sei unternehmerabhängig, energisch ab. „Transparenz war früher nicht gewünscht. Wer die einforderte, dem wurde die Welt auf sehr charismatische Art in fünf Minuten neu erklärt und der wurde in seine Schranken verwiesen“, erklärte Ingrid Brand-Hückstädt, seine kommissarische Nachfolgerin. Erst nach seinem Rücktritt kam es zu einer Mitgliedsversammlung, von der die AUB berichtet: „Das hatte es bei der AUB noch nicht gegeben: freie Diskussion, Zwischenrufe, kontroverse Statements.“

### Verurteilung Wilhelm Schelskys
Nach dem öffentlichen Bekanntwerden seiner Verhaftung und der Untersuchungen gegen ihn trat der AUB-Vorsitzende Wilhelm Schelsky am 28. März 2007 zurück. Die stellvertretende AUB-Bundesvorsitzende Ingrid Brand-Hückstädt, Rechtsanwältin für Arbeitsrecht aus Plön, erklärte, der Vorstand habe von den „zahlreichen Aktivitäten“ ihres früheren Bundesvorsitzenden Wilhelm Schelsky „als Unternehmensberater“ keine Ahnung gehabt.
Die AUB ließ nach dem Verdacht von Schmiergeldzahlungen ihre Konten prüfen. Für diese Überprüfung wurde eine Nürnberger Wirtschaftsprüfungsgesellschaft beauftragt, die feststellte, dass „Kein Siemens-Geld auf AUB Konten“ sei. Das Landgericht Nürnberg-Fürth verurteilte Schelsky am 24. November 2008 im „Siemens-AUB-Verfahren“ zu viereinhalb Jahren Freiheitsstrafe wegen Betruges in Tateinheit mit Beihilfe zur Untreue, Steuerhinterziehung und Beihilfe zur Steuerhinterziehung. Schelsky legte hiergegen Revision ein. Wegen der langen Verfahrensdauer setzte das Oberlandesgericht Nürnberg am 30. Juni 2009 den Haftbefehl gegen Schelsky unter Auflagen außer Vollzug. Schelsky wurde aus der Untersuchungshaft entlassen, in der er sich seit dem 14. Februar 2007 befunden hatte.
Im Oktober 2010 wurde das Urteil vom Bundesgerichtshof hinsichtlich des Vorwurfes des Betruges, der Steuerhinterziehung und der Beihilfe der Steuerhinterziehung bestätigt, der Vorwurf der Beihilfe zur Untreue jedoch aufgehoben, weshalb der Fall an das Landgericht zur Neufestsetzung der Strafe zurückverwiesen wurde. Schelsky wurde nach dreijähriger Prozessverzögerung im November 2014 durch das OLG Nürnberg nur noch wegen Betrugs und Steuerhinterziehung zu einer Freiheitsstrafe von vier Jahren verurteilt, jedoch vom Vorwurf der Untreue freigesprochen. Unter Anrechnung der Untersuchungshaft und der durch das Bundesverfassungsgericht verursachten langen Verfahrensdauer wurde die Reststrafe zur Bewährung ausgesetzt.

### Reform der AUB
Unter dem Motto „AUB mit neuem Gesicht“ wurde auf einer außerordentlichen Mitgliederversammlung am 28. Juli 2007 in Nürnberg eine neue Satzung verabschiedet. Zum neuen Bundesvorsitzenden wurde Rainer Knoob, Betriebsratsmitglied des Hamburger Airbus-Werkes gewählt. Zum stellvertretenden Bundesvorsitzenden wurde Jürgen Forstreuter gewählt, der die Nachfolge von Michael Guder (Phonehouse) übernahm. Gewählt wurden außerdem als Schatzmeister Andreas Braum (Commerzbank) sowie die weiteren Vorstandsmitglieder Kay Strelow (Hornbach) und Christina Bosse (Siemens).
Gottfried Linn war Bundesgeschäftsführer der AUB bis Februar 2009. Seit 2003 war er Angestellter der Unternehmensberatung Wilhelm Schelskys und Geschäftsführer des hessischen Landesverbandes der AUB. Als Unternehmensberater verwies er auf Erfahrungen mit der „Beratung von Unternehmen in Mitbestimmungsfragen“ und der „Planung und Begleitung von Betriebsratswahlen“. Zu seinen Kunden zählten die Unternehmen Accenture Deutschland, Deutsche Bank, Cisco Systems, Infineon, Lufthansa, Mobilcom, Motorola, Microsoft, Rewe und Siemens. Insgesamt soll die Unternehmensberatung Schelsky 40 „dubiose Kontakte zu den Spitzen von fast 40 Firmen“ unterhalten haben.
Die AUB kündigte an, dass viele AUB-Betriebsgruppen an den im Jahr 2008 anstehenden Personalrats- und Aufsichtsratswahlen sowie an den im Jahr 2010 stattfindenden Betriebsratswahlen teilnehmen werden. Für die Aufsichtsratswahl 2008 bei der Daimler AG koalierte die AUB mit der CGM.
Am 29. Mai 2008 gab Gottfried Linn den Ausschluss Wilhelm Schelskys aus der AUB bekannt. Auf der Mitgliederversammlung am 25. Oktober 2008 in Göttingen wurde Jürgen Forstreuter zum stellvertretenden Vorsitzenden gewählt. Mit diesem Wechsel folgte ein intensiver, offener Umgang, mit dem sich die AUB nun mit „Entwaffnenden Geständnissen“ präsentiert. Infolge der Aufarbeitung mit der eigenen Vergangenheit hat sich die AUB mit den „Göttinger Thesen“ zu mehr Transparenz in der Betriebsratsarbeit ausgesprochen. Mit diesen Thesen werden Forderungen an Politik und Gesellschaft gestellt, die vor dem Hintergrund der zurückliegenden Fälle von Beeinflussung und Korruption aus Sicht der AUB umzusetzen sind (VW, Iveco oder HHLA).
Ihre Seminare bietet die AUB nun unter dem neuen Namen „AUB Campus“ an.

## Ziele
Aus der Sicht der AUB sind Betriebsratsmitglieder, die einer Gewerkschaft angehören, von dieser Gewerkschaft und von Ideologien abhängig. Jedoch wird die von der Organisation reklamierte Unabhängigkeit seit ihrem Bestehen von DGB-Gewerkschaften und Beobachtern sowie in Aufsichtsratssitzungen angezweifelt. Noch heute entgegnet die AUB diesen Zweifeln an ihrer Unabhängigkeit mit entschiedener Gegenwehr: „Dieser Vorwurf ist ebenso alt wie falsch. Er stammt von Funktionärsgewerkschaften, die um ihre Monopolstellung fürchten.“ Gerade im Zusammenhang mit der Verhaftung des langjährigen Vorsitzenden Wilhelm Schelsky wird die Unabhängigkeit der AUB allerdings oft hinterfragt.
Die AUB sieht sich nicht als „gelbe Gewerkschaft“. Den Status einer tariffähigen Gewerkschaft, wie ihn die Christliche Gewerkschaft Metall (CGM) im Jahr 2003 erlangte, strebt die AUB nicht an. Allerdings besteht durchaus eine Nähe zur CGM. So koalierte die AUB bei der Aufsichtsratswahl 2008 bei der Daimler AG mit der CGM. Die AUB versteht sich als Dienstleister für nicht-gewerkschaftlich organisierte Arbeitnehmer. Mitglieder erhalten neben Schulungsmaßnahmen und Rechtsberatung auch Arbeitsgerichts- und Sozialgerichtsrechtsschutz. Außerdem wird durch die Bildung von Initiativkreisen eine neue Möglichkeit geschaffen, sich zu verschiedenen Themen auszutauschen, zu diskutieren und nicht zuletzt sich innerhalb der Organisation fachübergreifend, betriebsübergreifend und überregional zu vernetzen. Die Bildung eines Initiativkreises bedarf der Anerkennung durch den Bundesvorstand.
Die AUB stellt sich als Dienstleistungsorganisation dar, die keinen Einfluss auf die Arbeit der in ihr organisierten Angehörigen von Betriebsräten ausübt. Am 4. April 2007 erklärte die AUB unter anderem: „Die AUB übt keinen Druck auf ihre Mitglieder aus, weder direkt noch indirekt. Das Prinzip der Selbstständigkeit der regionalen AUB Gruppen ist unser Markenzeichen. Gerade deshalb sind wir so erfolgreich. Bei uns wird keiner bestochen oder nach Brasilien geschickt.“
Die AUB ist nicht nur Dienstleister: „Als »die andere Gewerkschaft« positioniert sich die AUB heute bewusst gegen die arbeitsmarkt- und betriebspolitischen Rezepte der traditionellen Gewerkschaften.“ Im Jahr 2006 feierte die AUB als Erfolg, mehr als 10 % aller Stimmen bei Betriebsratswahlen errungen zu haben. Der Anteil an DGB-Mitgliedern in Betriebsräten sank bei den Betriebsratswahlen leicht von 75 % bei den vorherigen Wahlen auf 73 % im Jahr 2006.
Der über einen Dienstleister hinausgehende Anspruch der AUB wird aus der Satzung deutlich: „Die AUB ist eine freiwillig gebildete Vereinigung von Arbeitnehmern mit sozial- und berufspolitischer Zielsetzung. Zweck der AUB ist – durch betriebliche wie überbetriebliche Abschlüsse – die Wahrung und Förderung von Arbeitnehmerinteressen durch die Gestaltung der Arbeits- und Wirtschaftsbedingungen im Rahmen der geltenden Gesetze.“ Damit werden Schlüsselbegriffe aus dem Grundgesetz übernommen, die für Gewerkschaften gelten. Streiks schließt die AUB in ihrer Satzung nicht aus. Im Einzelfall will sie sich für die Wahrung und Förderung von Arbeitnehmerinteressen auch Arbeitskampfmittel zu Hilfe nehmen. Die AUB gewährt Mitgliedern, die anlässlich eines Arbeitskampfes einen Einkommensverlust erleiden, eine finanzielle Unterstützung.
Die AUB ist überparteilich, von anderen Arbeitnehmervereinigungen unabhängig, überbetrieblich und überregional tätig. Sie achtet jedoch darauf, dass ihre Tätigkeit überwiegend betriebs- bzw. standortbezogen bleibt. Die Ablehnung eines Aufnahmeantrags ist nicht anfechtbar. Ein Aufnahmeanspruch besteht nicht. Gründe für die Ablehnung des Aufnahmeantrags müssen nicht mitgeteilt werden. Mitglieder können aus der AUB ausgeschlossen werden, wenn ein wichtiger Grund vorliegt oder wenn ihre Mitgliedschaft der Verwirklichung der Zwecke der AUB oder dem Ansehen der AUB schadet.

## Organisation
1985 wurde die AUB eingetragener Verein. Ihr Name ist „AUB - Die Unabhängigen e. V.“ 1986 erfolgte die Anerkennung als Berufsverband. Hinzu kam eine Eintragung als Lobbyorganisation im Deutschen Bundestag, die jedoch im Jahr 2008 gelöscht wurde. 1989 entstand die Bundesgeschäftsstelle Nürnberg, gefolgt von einem Verbindungsbüro in Bonn und sukzessive eingerichteten Landesgeschäftsstellen in Dresden, Greifswald, Frankfurt am Main, Düsseldorf und Neustadt/Weinstraße. Die Landesgeschäftsstellen wurden im Jahr 2007 jedoch wieder geschlossen. Bundesweit zählt die AUB heute nach eigenen Angaben rund 32.000 Mitglieder und stellt 19.000 Mitglieder in Betriebsräten (Stand 2006). Nach Informationen der Wirtschaftswoche hatte die AUB niemals 30.000 Mitglieder, sondern 10.000 und ist nach der Korruptionsaffäre und Verurteilung von Schelsky auf 7.530 Mitglieder im Jahr 2008 gefallen.
Die AUB stellt in diversen Unternehmen Mitglieder im Aufsichtsrat.
Die AUB vertritt Arbeitnehmer in Unternehmen der verschiedensten Branchen, so z. B. bei Airbus, Aldi, Bayer Schering Pharma, Commerzbank, Ikea, Ihr Platz, Infineon, Nokia, Deutsche Telekom, Postbank Systems AG, Phonehouse, SAP, Siemens, Max Bahr, Hornbach, R&R, Vodafone NRW, Molex Elektronik.

## Justiz
Auch nach Beginn der AUB-Reform bietet ein vormals von der Unternehmensberatung Schelsky finanzierter Berater weiterhin seine Arbeit an. Er beriet AUB-Mitglieder bei ALDI. Die Handelskette soll dafür die Unternehmensberatung Schelsky über eine Essener Anwaltskanzlei bezahlt haben. Im August 2006 erstattete die Gewerkschaft ver.di Strafanzeige. Die Staatsanwaltschaft Essen ermittelte. Anfang September eröffnete die 3. Strafkammer des Landgerichts Nürnberg-Fürth das „Hauptverfahren gegen Johannes Feldmayer und Wilhelm Schelsky wegen Untreue und Anderem“. 

## Tag der betrieblichen Mitbestimmung
Die AUB hat 2017 den 4. Februar als alljährlichen Gedenk- und Aktionstag für betriebliche Mitbestimmung ins Leben gerufen.
Das Datum 4. Februar wurde gewählt, da an diesem Datum 1920 das erste deutsche Betriebsrätegesetz in Kraft trat. Nachdem der Gesetzentwurf dazu im Mai 1919 bekannt geworden war, kam es während der anschließenden Verhandlungen zu teilweise gewalttätigen Demonstrationen, die im so genannten „Blutigen Dienstag“ am 13. Januar 1920 gipfelten, der blutigsten Demonstration in der deutschen Geschichte. Dabei zogen mindestens 100.000 Arbeiter von Berliner Großbetrieben in die Berliner Innenstadt, um vor dem Reichstagsgebäude gegen eine Aushöhlung des Gesetzentwurfes zu demonstrieren. Aus bis heute nicht vollständig geklärten Gründen eskalierte nach mehreren Reden die Lage, und die mit dem Schutz des Reichstages beauftragte Sicherheitspolizei setzte Schusswaffen und Handgranaten ein. Je nach Quelle kamen dabei zwischen 20 und 42 Menschen ums Leben und rund 100 wurden verletzt. Nach Tagen des Ausnahmezustandes verabschiedete die Nationalversammlung das Betriebsrätegesetz dann in ihrer Sitzung am 18. Januar und schuf damit die Basis für die heutige Mitbestimmung in Deutschland.
Der alljährliche Tag der betrieblichen Mitbestimmung soll die Bedeutung der Mitbestimmung hervorheben und an diejenigen erinnern, die 1920 für die Rechte der Arbeitnehmer gekämpft haben.